# Sierra del Obac
La sierra del Obac está situada entre las comarcas del Vallés Occidental y el Bages, en la provincia de Barcelona (Cataluña, España). Pertenece a la parte septentrional de la cordillera Prelitoral catalana y forma una unidad geográfica con el vecino macizo de San Lorenzo del Munt.

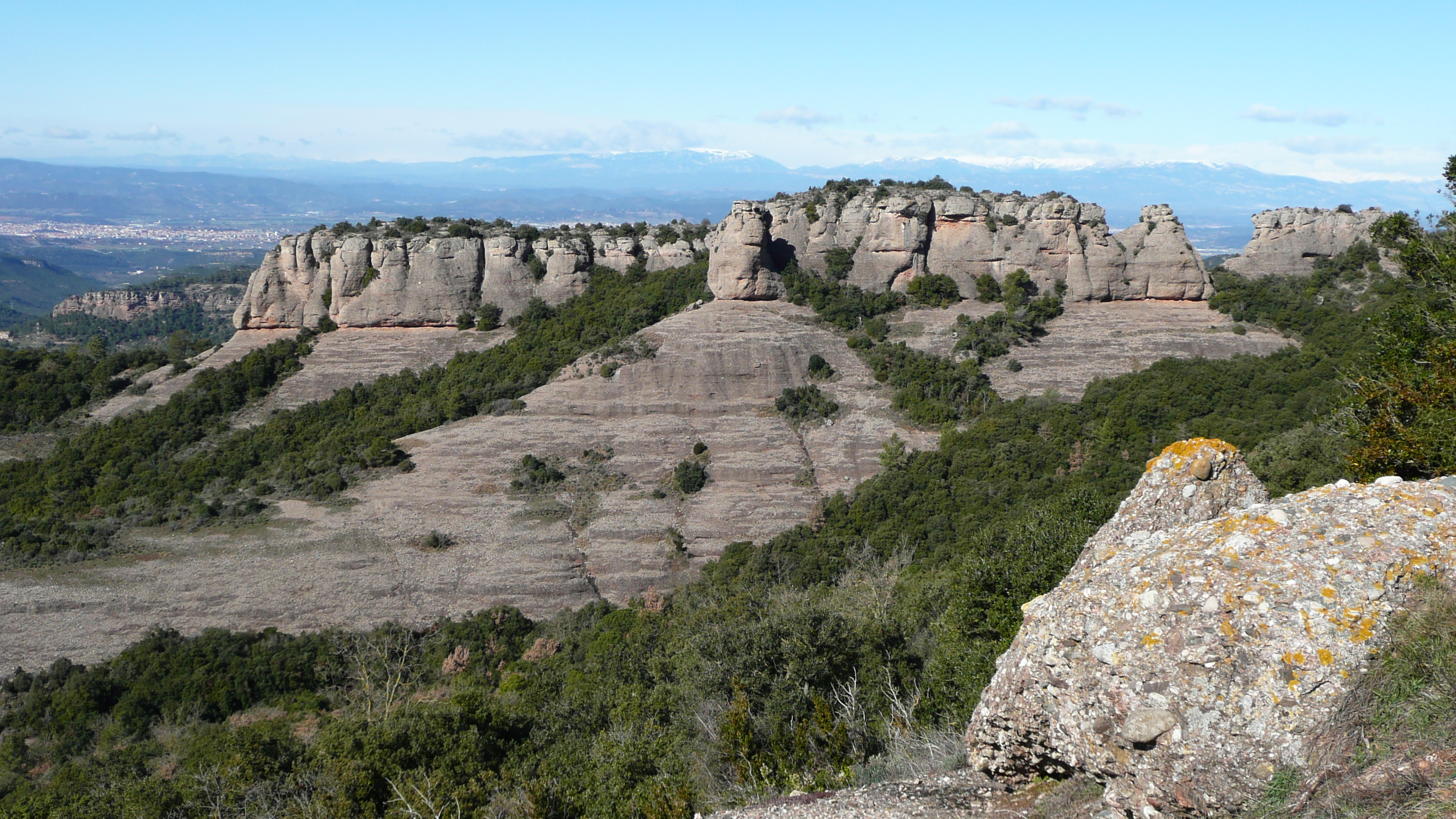
Sierra del Obac con la Plana del Bages y el Prepirineo nevado al fondo.

Sus cimas principales son el Castellsapera (939 m), el cerro del Castellar (931 m) y la colina de Tres Creus (929 m). A San Lorenzo del Munt está unida por el collado de Estenallas (870 m) y separada hacia el sur de éste por la riera de las Arenas y al norte por el torrente de Estenallas. Forma, junto a San Lorenzo, el parque natural de San Lorenzo del Munt y del Obac, gestionado por la Diputación de Barcelona.

## Medio físico
Las rocas predominantes son los conglomerados, unidos por cementos silicios y calcáreos. Corresponden en su mayor parte a los depósitos de un delta fluvial del Eoceno, aunque las zonas más altas pertenecerían al Oligoceno, cuando el brazo de mar donde desembocaba el gran río eocénico quedó convertido en un lago.
Aunque de menor entidad que el vecino macizo, su orografía no es menos escarpada y muestra sus propias singularidades. Entre ellas destacan los Caus del Guitard (Madrigueras del Guitard), que forman aguas abajo la riera de Gaià y son una surgencia (fuente) de grandes proporciones que mana solamente cuando las precipitaciones superan los 200 litros por m² en un mes, constituyendo todo un espectáculo de la naturaleza.
Entre las numerosas cuevas y simas formadas en su subsuelo destacan las Cuevas o Mina de Mura, de 180 m de longitud y con una gran sala llena de estalactitas, estalagmitas y rocas de formas curiosas, y la sima del Castellsapera, que tiene 110 m de profundidad y una sala de diez por veinte.

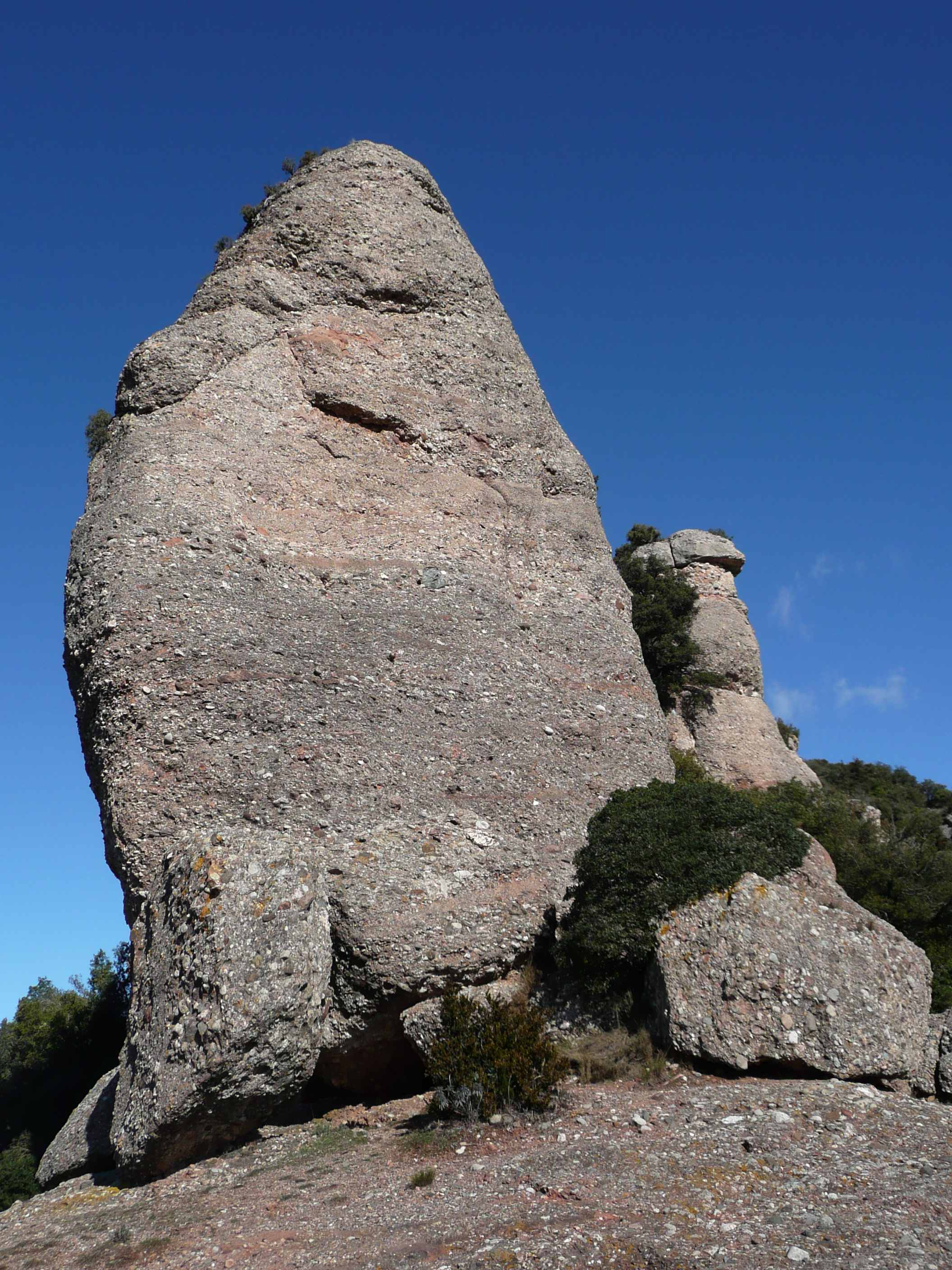
Monolito rocoso formado por conglomerado.

## Ocupación humana
Actualmente muy despoblada, la ocupación humana de sus laderas ha estado presente hasta tiempos recientes y buena prueba de ello son los abundantes restos de masías (alguna todavía en activo como el Puig de la Balma) y los lagares entre las viñas desperdigados por su territorio.
La importancia que llegó a tener el cultivo de la viña (hoy prácticamente desaparecido) lo demuestra el hecho de que en 1782 en el pueblo de Mura había dos destilerías de aguardiente.
La cueva del Turó del Mal Pas fue utilizada al principio de la Edad del Bronce como necrópolis, habiéndose encontrado abundante material óseo (un mínimo de diecinueve individuos), cerámica y sílex. También fueron descubiertas tres cistas de la Edad Media cerca del abrigo conocido como la Porquerissa.
Hasta la conquista musulmana de la península ibérica el Obac apenas debía estar poblado, pero tras producirse ésta algunos grupos de cristianos huyeron a las montañas donde se establecieron en precarios minifundios. Así, durante la Alta Edad Media y hasta el siglo XII, la sierra estuvo salpicada de pequeñas masías que cultivaban cualquier pedazo de tierra aprovechable. Como el río Llobregat (que discurre al oeste del Obac) servía de frontera con los territorios musulmanes, el Camino Real de Barcelona a Manresa se alejaba lo más posible de ella, atravesando la montaña, lo que fomentó la construcción de hostales para el descanso y avituallamiento de comerciantes, muleros y correos.
Proscritos, guerrilleros y bandoleros encontraron también refugio en El Obac. Famoso a principios del siglo XVIII fue el bandolero Capablanca, que se escondía en una cueva al pie del Muronell y actuaba en el Camino Real, sobre el cual extendía su capa para que las víctimas dejaran en ella todos los objetos de valor que llevaran. Durante las guerras carlistas, fuerzas tradicionalistas quemaron la Casa Vella de l'Obac y utilizaron la sierra como base para atacar Tarrasa y otras poblaciones. Después de la guerra civil, algunos maquis republicanos, escondidos en la masía de Matarrodona, mantuvieron la resistencia a la dictadura franquista durante tres o cuatro años.

## Infraestructura del parque natural
En la Casa Nova de l'Obac, situada cerca de la carretera B-122 (Tarrasa-Rellinars), se encuentra el centro cultural del parque, donde se puede ver un audiovisual de realidad virtual y realizar paseos señalizados (uno apto para minusválidos) que permiten contemplar antiguos pozos de hielo, carboneras y la Torrota de l'Obac. Asimismo, la masía de la Mata, cercana al collado de Estenalles, alberga las oficinas del parque y está en el camino por el cual el GR5 atraviesa la sierra (desde aquí hacia Castellsapera, el Paller de Tot l'Any y Rellinars). El área recreativa del Torrent de l'Escaiola, en la BV-1221, proporciona los equipamientos necesarios para pasar al aire libre un día en familia.